# فيرنيغيروده
فيرنيغيروده (بالألمانية: Wernigerode) هي بلدة ألمانية تقع في ساكسونيا أنهالت في ألمانيا. يقدر عدد سكانها بـ 35,041 نسمة .

## المدن التوأمة
مدن كاربي، نوياشتات آن در واين اشترايه، Cisnădie و هوي أن هي مدن توأمة لفيرنيغيروده.

## أعلام
- فيلهلم بيترش
- وولف بارث
- لينا فالتر
- يوهان كريستوف وولف
- غوستاف لانج
- مارتن كلابروت
- إيرين إلينبرجر
- فيكتور هوبر
- هرمان كروكنبيرغ
- والتر فون إيبرهارت
- فيلهيلمينا كوش